# Zygmunt Szmit
Zygmunt Szmit (ur. w listopadzie 1895 w Białymstoku, zm. 2 stycznia 1929) – pierwszy burmistrz Drohiczyna, archeolog.
We wczesnej młodości przeprowadził się z rodzicami do Drohiczyna, gdzie podjął naukę w szkole początkowej, następnie w 1912 roku ukończył progimnazjum w Ciechanowcu. Po wybuchu I wojny światowej deportowany wraz z rodziną w głąb Rosji, po wybuchu Rewolucji Październikowej wrócił do kraju. W początkach 1919 roku wybrany na pierwszego w historii burmistrza Drohiczyna. Z jego inicjatywy założono gimnazjum koedukacyjne w Drohiczynie. W 1920 roku zrezygnował ze stanowiska burmistrza, by móc pełniej poświęcić się swojej pasji – archeologii. Od 1921 roku na stanowisku nauczyciela w szkole podstawowej w Drohiczynie. 
Okres 1921-1925 to czas jego wytężonej pracy naukowej – prowadził badania archeologiczne między innymi w Drohiczynie i Hryniewiczach Wielkich. W 1926 roku został asystentem nowo utworzonego Państwowego Muzeum Archeologicznego w Warszawie. W tym okresie badał między innymi Zdzienice, Pajęczno, Suchą Wolę, Grodzisk koło Kubucka. Od 1927 roku kopał w Grodzisku Mazowieckim i Włocławku. 
W grudniu 1928 roku zachorował na grypę i zmarł. Wszystkie zebrane przez niego eksponaty trafiły do muzeum w Warszawie. Wyniki jego badań ukazały się drukiem. Ważniejsze z nich to między innymi Groby z okresu lateńskiego i przyczynek do badań archeologicznych Puszczy Białowieskiej, Badania osadnictwa epoki kamiennej na Podlasiu, Notatki archeologiczne z Drohiczyna nad Bugiem.